# Akreditacija
Akreditacija, potvrđivanje je koje provodi treća strana, a odnosi se na tijelo za ocjenjivanje sukladnosti dajući formalan dokaz njegove ospobljenosti za obavljanje određenih zadataka ocjenjivanja sukladnosti odnosno ispitivanja, umjeravanja, certifikacije i inspekcije prema normama niza ISO/IEC 17000. 
Tijela za ocjenjivanje sukladnosti su certifikacijska tijela, inspekcijska tijela i laboratoriji.